# Övertid
Övertid kan även syfta på Förlängning i sportsammanhang.
Som övertid räknas tillfällig arbetstid utöver full arbetstid och jourtid. För deltidsanställda kallas en tillfälligt utökad arbetstid för mertid. 
Arbetsgivaren kan beordra övertid med kort varsel, men lokala avtal på arbetsplatser kan reglera hur lång tid i förväg som ordern måste komma. Arbetsgivaren måste kunna förklara för de anställda varför övertidsarbetet behövs. Den anställda kan i princip inte vägra, men kan framföra tungt vägande skäl för att slippa övertiden vid ett aktuellt tillfälle.
Övertid måste beordras av arbetsgivaren. Den anställd som arbetar över på eget initiativ riskerar att bli utan betalning om övertiden inte godkänns i efterhand.
Arbetstidslagens §§7,8 och 9 har regler bland annat för maxgränser för övertid samt bestämmelser om dygns- och veckovila. Om det finns kollektivavtal på arbetsplatsen gäller det.  Arbetsgivaren ska föra bok över den uttagna övertiden och hålla reda på när en anställd närmar sig maxgränsen för övertid.
Chefer och tjänstemän med svårkontrollerade arbetstider kan förhandla bort övertiden och få högre lön och/eller längre semester i stället.
Under 2000-talet har antalet arbetade övertidstimmar ökat så gott som varje år[källa behövs]. 